# مرزبان بن بختيار
مرزبان بن بختيار كان أميرًا بويهيًا، وابن والي العراق البويهي عز الدولة بختيار.
لا يُعرف الكثير عن حياة مرزوبان. في عام 970، تزوج ابنة الضابط التركي بختكين أزادرويه. وفي عام 975م حصل على لقب إعزاز الدولة من الخليفة العباسي الطائي، في حين حصل العديد من أفراد عائلته وضباطه على ألقاب أخرى. وبعد هزيمة والده عام 977 على يد قريبه عضد الدولة، ذهب هو وأبوه وأعمامه إلى دمشق، حيث استقبلهم حاكمها الفتكين بحفاوة بالغة، إلا أنه ورطهم في صراعه مع الخلافة الفاطمية في مصر.
اندلعت معركة الرملة بعد فترة وجيزة بين جيش البتكين والفاطميين. ومع ذلك، أثناء المعركة، خان مارزوبان ألبتاكين وتخلى عن ساحة المعركة. هُزمت قوات الفتكين بعد فترة وجيزة، وقُتل عم مرزوبان أبو طاهر، بينما أُسر عمه الآخر أبو إسحاق إبراهيم على يد الفاطميين. ولم يسمع بعد ذلك أي شيء عن مرزبان.